# Hemicordulia silvarum
Hemicordulia silvarum är en trollsländeart som beskrevs av Friedrich Ris 1913. Hemicordulia silvarum ingår i släktet Hemicordulia och familjen skimmertrollsländor. Inga underarter finns listade i Catalogue of Life.